# Rama VI-brug
De Rama VI-brug (Thai: สะพานพระราม 6) is een spoorbrug over de Menam in Bangkok, Thailand. De brug verbindt de districten Bang Sue en Bang Phlat met elkaar en het was de eerst gebouwde brug over de Menam. De bouw startte in december 1922 tijdens de regeerperiode van Rama VI. De Rama VI-brug was gebouwd om de oostelijke en noordelijke spoorlijnen met de zuidelijke spoorlijnen te verbinden. De brug werd geopend op 1 januari 1927. De brug werd in de Tweede Wereldoorlog zwaar beschadigd en werd gerenoveerd in de periode van 1950 tot 1953. De Rama VI-brug werd heropend op 12 december 1953.
De Rama VI-brug ligt 13,149 km ten noorden dvan het Hua Lamphong treinstation en de brug ligt tussen het Bang Son-station en het Bang Bamru-station. De brug heeft vijf overspanningen. De lente van de overspanningen zijn: 77,26 m, 83,46 m, 120,00 m, 83,46 m en 77,25 m. De totale lente van de brug is 441,44 meter, waarmee het de langste spoorbrug van Thailand is. De op een na langste spoorbrug is de Brug over de rivier de Kwai.
Kanchanaphisek-brug · Bhumibol II-brug · Bhumibol I-brug · Rama IX-brug · Krungthep-brug · Rama III-brug · Taksinbrug · Phra Pok Klao-brug · Phra Phutta Yodfa-brug · Phra Pinklao-brug · Rama VIII-brug · Krung Thon-brug · Rama VI-brug · Rama VII-brug · Rama V-brug · Phra Nang Klao-brug · Phra Nang Klao Parallel-brug · Rama IV-brug · Nonthaburi-brug · Pathum Thani-brug · Pathum Thani II-brug · Chiang Rak-brug · Bang Sai-brug · Ko Rian-brug · Kasatrathirat-brug · Ayutthaya–Phu Khao Thong-brug · Pa Mok-brug · Ang Thong-brug · Ang Thong II-brug · Wat Chaiyo-brug · Phrom Buri-brug · Luang Pho Phae-brug · Sing Buri-brug · In Buri-brug · Wat Khok Chan-brug · Chao Phraya Dam · Chainat-brug · Thammachak-brug · Somdet Phra Wannarat Heng Khemchari-brug · Takhian Luean-brug · Dechatiwong-brug